# Isodon
Isodon  é um gênero botânico da família Lamiaceae

## Espécies
Composto por 149 espécies:
Isodon adenanthus Isodon adenolomus Isodon albopilosus
Isodon alborubrus Isodon amethystoides Isodon angustifolius
Isodon anisochilus Isodon assamicus Isodon atroruber
Isodon bifidocalyx Isodon brachythyrsus Isodon brevicalcaratus
Isodon brevifolius Isodon bulleyanus Isodon calcicolus
Isodon calycinus Isodon capillipes Isodon cavaleriei
Isodon chionanthus Isodon colaniae Isodon coetsa
Isodon coetsoides Isodon daitonensis Isodon dakglayensis
Isodon dawoensis Isodon dhankutanus Isodon discolor
Isodon drogotschiensis Isodon effusus Isodon enanderianus
Isodon eriocalyx Isodon excisinflexus Isodon excisoides
Isodon excisus Isodon flabelliformis Isodon flavidus
Isodon flexicaulis Isodon forrestii Isodon gesneroides
Isodon gibbosus Isodon glaucocalyx Isodon glutinosus
Isodon grandifolius Isodon grosseserratus Isodon henryi
Isodon hians Isodon hirtellus Isodon hispidus
Isodon inflexus Isodon interruptus Isodon irroratus
Isodon japonicum Isodon japonicus Isodon javanicus
Isodon kameba Isodon kangtingensis Isodon koroensis
Isodon kunmingensis Isodon kurzii Isodon lanceus
Isodon lasiocarpus Isodon latiflorus Isodon latifolius
Isodon leucophyllus Isodon liangshanicus Isodon lihsienensis
Isodon longitubus Isodon lophanthoides Isodon loxothyrsus
Isodon lungshengensis Isodon macranthus Isodon macrocalyx
Isodon macrophyllus Isodon maddenii Isodon manabeanus
Isodon medilungensis Isodon megathyrsus Isodon melissiformis
Isodon melissoides Isodon mucronatus Isodon muliensis
Isodon myriocladus Isodon namikawanus Isodon nervosus
Isodon nigrescens Isodon nigropunctatus Isodon nilgherricus
Isodon oreophilus Isodon oresbius Isodon pantadenius
Isodon parvifolius Isodon pharicus Isodon phulchokiensis
Isodon phyllopodus Isodon phyllostachys Isodon plectranthoides
Isodon pleiophyllus Isodon pluriflorus Isodon polystachys
Isodon pseudoirroratus Isodon pulchokiensis Isodon racemosus
Isodon ramosissimus Isodon repens Isodon ricinispermus
Isodon rivularis Isodon rosthornii Isodon rubescens
Isodon rugosiformis Isodon rugosus Isodon schimperi
Isodon scoparius Isodon scrophularioides Isodon sculponiatus
Isodon secundiflorus Isodon serra Isodon setschwanensis
Isodon shikokianus Isodon shimizuanus Isodon silvaticus
Isodon shimizuanus Isodon silvaticus Isodon smithianus
Isodon stenodontus Isodon stracheyi Isodon striatus
Isodon taiwanensis Isodon taliensis Isodon tenuifolius
Isodon ternifolius Isodon teysmannii Isodon trichocarpus
Isodon umbrosus Isodon volkensianus Isodon walkeri
Isodon wardii Isodon websteri Isodon weisiensis
Isodon wightii Isodon wikstroemioides Isodon xerophilus
Isodon yuennanensis